# Makapansgat
Makapansgat (ou la vallée de Makapan) est un site paléontologique et archéologique au nord-est de Mokopane, dans la province du Limpopo en Afrique du Sud. Ce site paléontologique d'importance a livré des restes d'australopithèques datés de 3 à 2,6 millions d'années. L'ensemble de la vallée de Makapan a été déclaré site du patrimoine sud-africain. Makapansgat appartient au « berceau de l'Humanité », sites inscrits au patrimoine mondial de l'UNESCO,,,.

## Sites de la vallée de Makapansgat

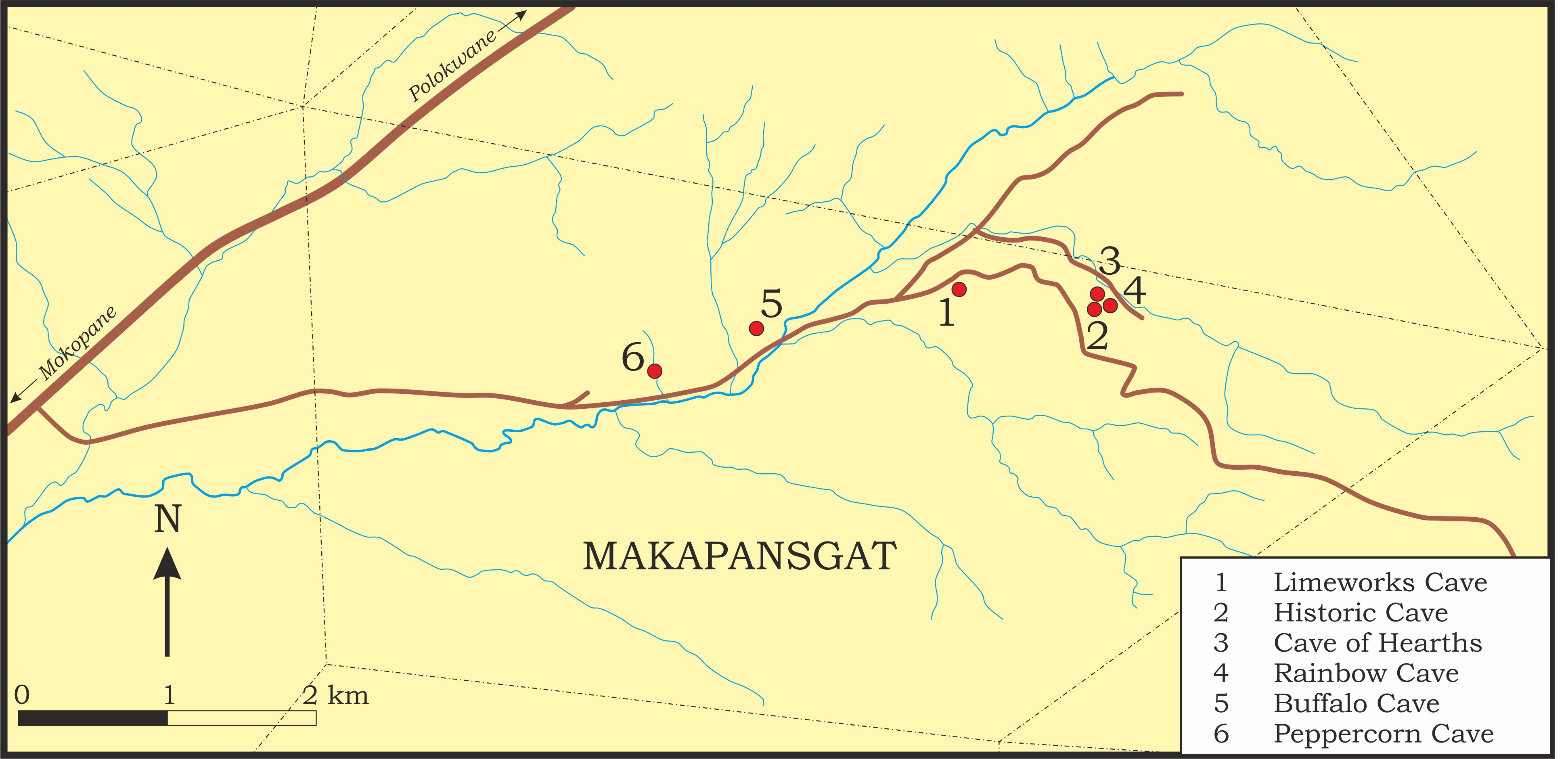
Plan des sites de la vallée de Makapansgat.

### Site de la fabrique de chaux (Limeworks Makapansgat)

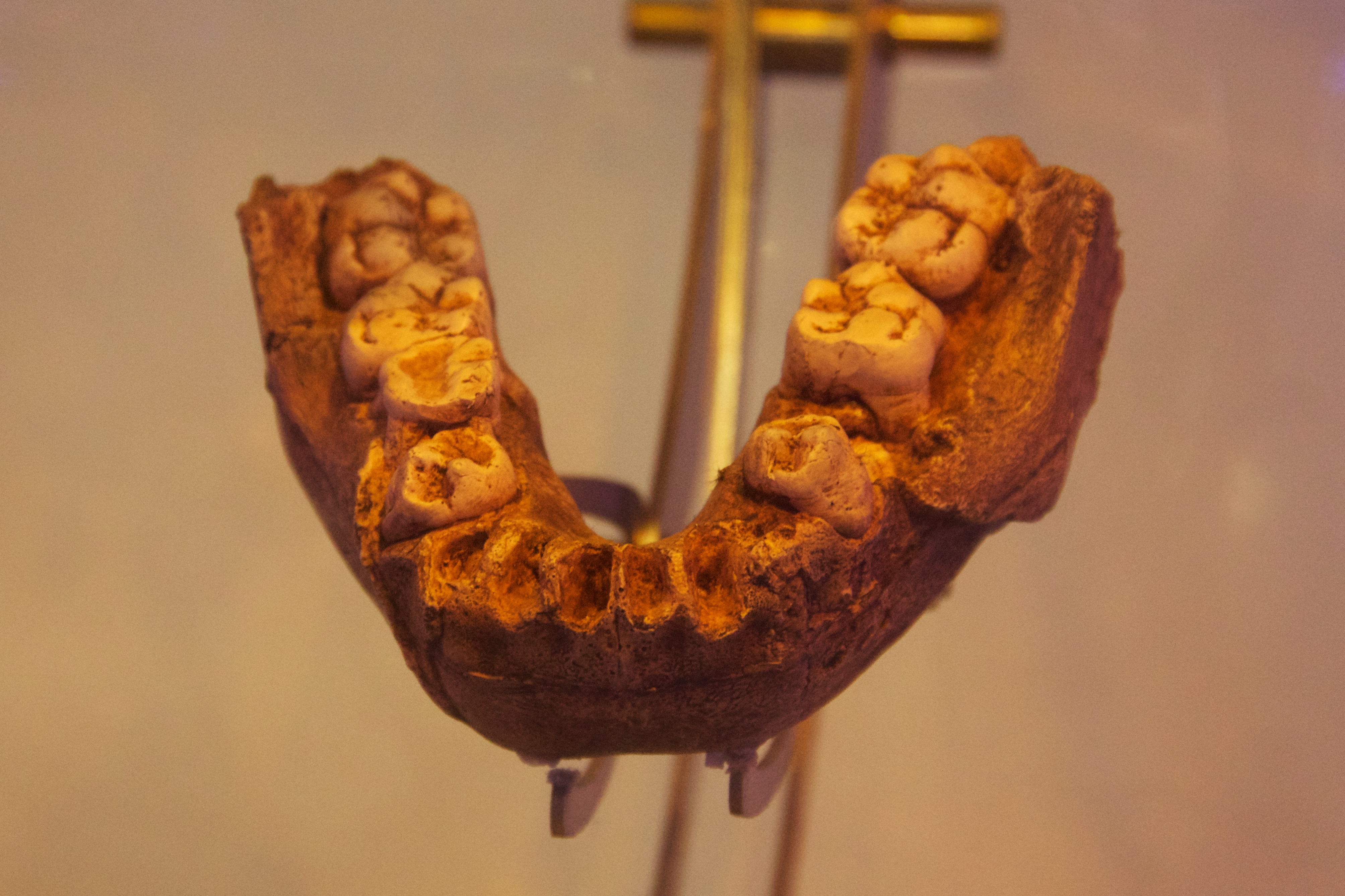
Mandibule MLD 2 découverte en 1948 sur le site de Limeworks et attribuée à l'espèce Australopithecus prometheus par Raymond Dart.

Le site est un ancien système de grottes exploité, à partir d'environ 1918,  pour les dépôts calcaires (spéléothèmes) qui, une fois chauffés, produisaient de la chaux. Il s'agit de la plus ancienne des grottes de la vallée de Makapansgat, qui date de plus de 4 millions d’années jusqu’à il y a peut-être 1,6 million d’années. Ce site a livré plusieurs milliers d'os fossiles, parmi lesquels des restes de l'australopithèque gracile Australopithecus africanus. Les fossiles d'Australopithecus africanus sont estimés par paléomagnétisme de 2,85 à 2,58 millions d'années.

### Grotte des Foyers (Cave of Hearths)
La grotte des Foyers fait partie du complexe de la grotte Historique (Historic Cave) et conserve un registre remarquablement complet de l’occupation humaine depuis l'époque du Early Stone Age (« acheuléenne ») dans les sédiments les plus anciens jusqu’à l'âge du fer, en passant par le Middle Stone Age et le Later Stone Age. Des reliques européennes du dix-neuvième siècle, telles que des objets en laiton et des balles de mousquet, ont été trouvées à la surface lorsque les fouilles ont commencé. Le site a été de nouveau fouillé et réanalysé dans le cadre du projet de recherche Makapan Middle Pleistocene mené par l'université de Liverpool (Royaume-Uni) entre 1996 et 2001. Ce travail a montré que les horizons de sédiments colorés au début du Early Stone Age ne sont pas liés à l'utilisation du feu. Une mâchoire humaine, mise au jour dans ces niveaux, pourrait appartenir à l'un des premiers représentants d'Homo sapiens.

### Grotte Historique ou Makapansgat
Sur ce site situé juste à côté de la grotte des Foyers furent découvertes des reliques de l'âge du fer et mfecanes. Ce site est surtout connu pour avoir été le lieu d'affrontements entre un commando de Boers et les populations locales de Langa et de Kekana après des attaques contre des Voortrekkers. Le chef Makapan (Mokopane), avec un nombre important de membres de sa tribu, ont été assiégés dans la grotte pendant près d'un mois entre le 25 octobre et le 21 novembre 1854, provoquant la mort de centaines d'entre-eux.

### Grotte de l'Arc-en-ciel (Rainbow Cave)
La grotte de l'Arc-en-ciel se situe immédiatement au-dessous de la grotte Historique. Les sédiments exposés ont livré des artefacts de la culture Pietersburg (Middle Stone Age) datés entre 100 000 et 50 000 ans. Les dépôts colorés, pris initialement pour des foyers, suggérant un usage maîtrisé du feu, se sont révélés entièrement naturels.

### Grotte du Buffle (Buffalo Cave)
En 1937, Robert Broom aurait recueilli un petit nombre de fossiles sur ce site, dont les restes d'un « buffle pygmée » éteint, Bos makapania, donnant le nom à la grotte. Des fouilles plus récentes ont révélé une importante faune de mammifères, notamment des antilopes, des chevaux, des cochons, des singes et des carnivores. La datation par paléomagnétisme indique un âge compris entre 990 000 et 780 000 ans pour les principales couches contenant les fossiles. Les coulées stalagmitiques, dont la base remonte à environ 2 millions d’années, témoignent du début de la circulation de Walker, circulation atmosphérique dans l'océan Pacifique, il y a environ 1,7 million d’années, induisant une réduction des pluies en Afrique australe.

### Grotte de Peppercorn (Peppercorn's Cave)
Le nom de cette grotte a été donné en référence à son propriétaire, G. R. Peppercorn,. La grotte abrite une colonie de chauves-souris de l'espèce Miniopterus schreibersii.